# Spacer farmera

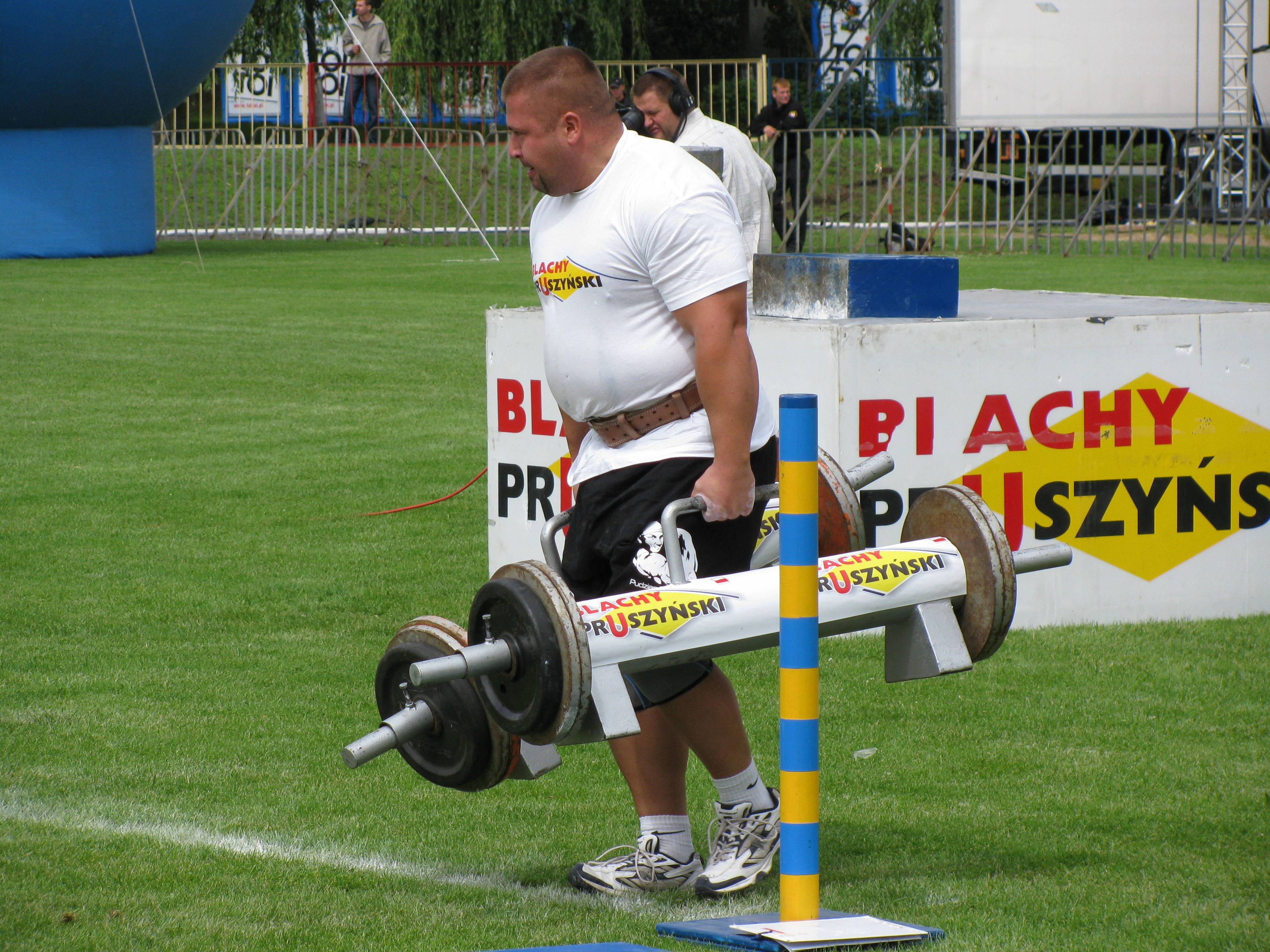
Spacer farmera, walizki długie.

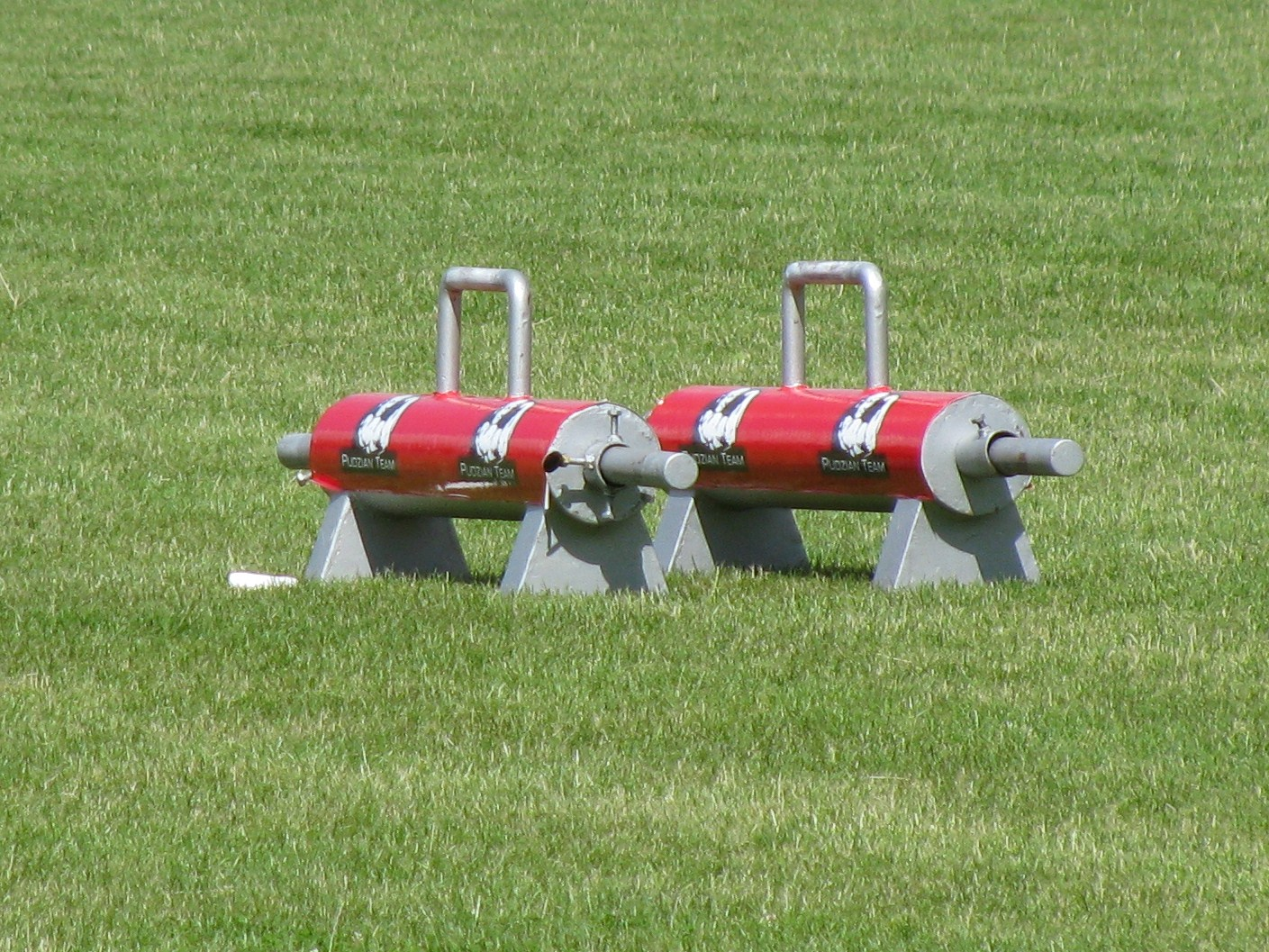
Walizki długie (2 x 150 kg).

Spacer farmera (ang. Farmer's Walk) – konkurencja zawodów siłaczy.
Zadaniem zawodnika jest podniesienie z podłoża dwóch ciężarów (tzw. „walizek”) – po jednym w każdej z dłoni – i pokonaniu z obydwoma dystansu.
Ciężary występują w dwóch wersjach:
- w formie „walizek” krótkich (ciężar ma formę stalowego prostopadłościanu z uchwytem na dłoń, na szczycie);
- w formie „walizek” długich (ciężar ma formę stalowej, długiej belki z uchwytem na dłoń, na szczycie).

Konkurencja jest rozgrywana w dwóch wariantach:
- W wariancie na najkrótszy czas[1] zawodnik w określonym czasie przenosi ciężary, na określoną odległość. Strongmeni mogą tu wielokrotnie odstawiać i ponownie podnosić ciężary. Wygrywa ten z zawodników, który pokonuje dystans w jak najkrótszym czasie.
- Wariant na największą odległość to druga opcja konkurencji. Zawodnik przenosi ciężary na nieokreślonym dystansie, bez limitu czasu. Nie może odstawić ciężarów; odstawienie jednego lub obu ciężarów kończy konkurencję. Wygrywa ten z zawodników, który przejdzie najdłuższą drogę.

Jednym z najwybitniejszych w tej dziedzinie siłaczy jest Wasyl Wirastiuk z Ukrainy, a także Mariusz Pudzianowski, który ustanawiał rekordy świata w tej konkurencji.